# Centrolene grandisonae
Nymphargus grandisonae là một loài ếch thuộc họ Centrolenidae.
Loài này có ở Colombia và Ecuador.
Môi trường sống tự nhiên của chúng là rừng mây ẩm nhiệt đới và cận nhiệt đới, sông ngòi, đầm nước ngọt, đầm nước ngọt có nước theo mùa, vùng đồng cỏ, và vườn nông thôn.
Nó không được IUCN xem là loài bị đe dọa.